# جامعه‌شناسی جامعه‌شناسی

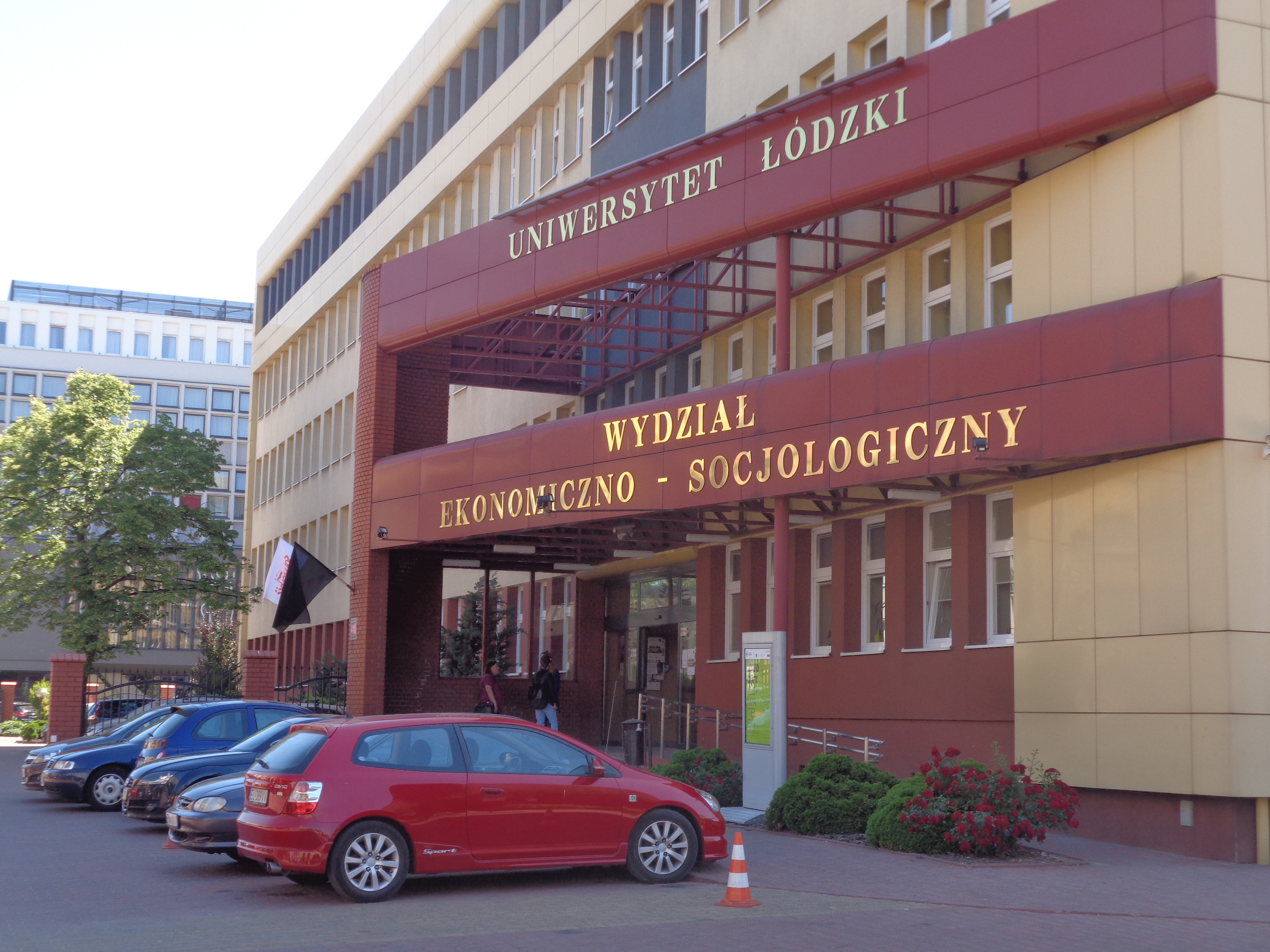
دانشگاه لودز، لهستان. ورودی اصلی دانشکده اقتصاد و جامعه‌شناسی

جامعه‌شناسی جامعه‌شناسی (به انگلیسی: Sociology of sociology) حوزه‌ای از جامعه‌شناسی است که نظریه‌های اجتماعی را در گذر زمان در تولید تفکر جامعه‌شناختی تجزیه و تحلیل می‌کند.
از نظر پیر بوردیو، جامعه‌شناس (۱ اوت ۱۹۳۰–۲۳ ژانویه ۲۰۰۲) فرانسوی، وظیفه جامعه‌شناسی جامعه‌شناسی این است که حقایق پذیرفته شده را با تمرکز بر پرسش از معیارها و کنش‌ها بسوی معرفت‌شناسی‌های جدید، تشریح نماید.
اندرو هالسی (۱۳ آوریل ۱۹۲۳–۱۴ اکتبر ۲۰۱۴) جامعه‌شناس انگلیسی، در کتابی که با عنوان تاریخ جامعه‌شناسی در بریتانیا در سال ۲۰۰۴ منتشر ساخت، نمای کلی جامعه‌شناسی جامعه‌شناسی را ترسیم نمود. به نظر وی، ارتباط تنوع دکترین‌های اقتصادی -سیاسی در قرن بیستم و توسعه جامعه‌شناسی، می‌تواند یک رشته جدید دانشگاهی به نام جامعه‌شناسی جامعه‌شناسی را سبب شود.

## جامعه‌شناسی جامعه‌شناسی در ایران
تقی آزاد ارمکی در کتاب «جامعه‌شناسی جامعه‌شناسی در ایران» که در سال ۱۳۷۸ منتشر شد، می‌نویسد: کتاب جامعه‌شناسی جامعه‌شناسی در ایران، در پی بررسی رابطه بین نوگرایی و علم جامعه‌شناسی در ایران است.

## مطالعه بیشتر
- تاریخچه جامعه‌شناسی در بریتانیا (۲۰۰۴) انتشارات دانشگاه آکسفورد)[۵]
- جامعه‌شناسی جامعه‌شناسی اثر فرانسیسکو خاویر کوند (اسپانیایی)